# Pacea de la Lunéville

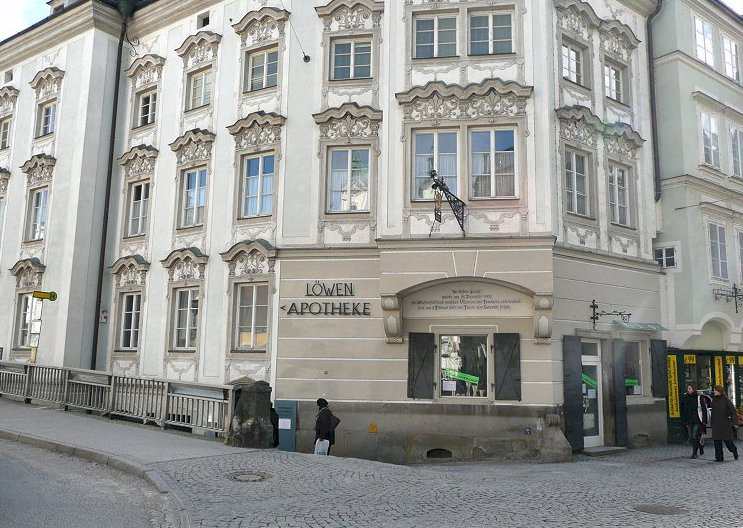
Farmacia Löwe din Steyr

Pacea de la Lunéville a fost încheiată la 9 februarie 1801 între Prima Republică Franceză și Sfântul Imperiu Romano-German, în timpul domniei împăratului Francisc al II-lea. Pacea însemna încetarea conflictelor militare între Austria și Franța, fiind o urmare a pactului semnat la 25 decembrie 1800 în farmacia Löwe („Leul”) din Steyr.
Tratatul a fost semnat de Joseph Bonaparte, ca reprezentant al Franței și contele Johann Ludwig von Cobenzl⁠(de)[traduceți], ca reprezentant imperial, la 9 februarie 1801 (în franceză 20 pluviôse an IX).
Această pace a încheiat Războiul celei de a Doua Coaliții și a confirmat pacea de la Campo Formio încheiată în 1797. Franța va anexa regiunea de pe malul stâng al Rinului (din Germania), regiune preluată oficial la 9 martie 1801 de Napoleon I și prin această pace Franța va determina recunoașterea teritoriilor noi ocupate ca République sœur („Noua republică franceză”, sau „Republica soră”) cu granițele stabilite în timpul Revoluției franceze, „Republica Batavia” (Provinciile Unite, Țările de Jos austriece), „République helvétique” (Elveția) și „Repubblica Ligure” (Liguria). 
Prin această pace Franța a căutat să legitimeze încorporarea regiunilor anexate anterior.

## Sfârșitul păcii
Austriecii au reluat războiul împotriva Franței în 1805.